# Модель пропаганди
Модель пропаганди (англ. propaganda model) — теоретична модель, яку розробили Едвард Герман та Ноам Чомскі, за якої влада зосереджена у руках відносно небагатьох осіб та корпорацій, і це призводить до вибірковості та фільтрації новин. Тому та інформація, що доходить до широкої громадськості, лише підтримує мету тих партій, котрі зазвичай прагнуть максимізувати особисту владу та свій власний корпоративний прибуток. Засоби масової інформації вже не є незалежними, оскільки вони «служать і пропагують від імені потужних суспільних інтересів, які контролюють та фінансують їх».

## Фільтри
«Необроблені» новини повинні проходити послідовні фільтри, залишаючи лише очищені залишки, придатні для друку та розповсюдження. Вони фіксують точку зору тлумачення, а також визначення того, що є важливим у першу чергу. Панування еліти над засобами масової інформації та маргіналізація медіа, що мають інакшу думку та виникають внаслідок функціонування цих фільтрів, відбувається настільки природно, що люди, які долучені до медіа-сфери та які часто підходять до своєї роботи з доброзичливістю та прихильністю, здатні переконати себе, що вони вибирають та інтерпретують новини «об'єктивно» та на основі професійних цінностей новин.

### Власність
Обмеження права власності на засоби масової інформації за допомогою великих розмірів інвестицій було застосовано уже у 18 сторіччі, і воно ставало ефективнішим у часі. Велика частка серед тих, хто розподіляли новини, була дуже маленькою та локальною, залежною від великих національних компаній та сервісних служб, окрім місцевих новин. Фактично, новинний потік тримався у руках моноцентричної верхівки. Як зазначав Бен Багджадян, попри великий обсяг засобів масової інформації, двадцять дев'ять найбільших ЗМІ складають понад половину випуску газет, а також більшість продажів та аудиторій у журналах, теле-радіомовленні, книгах та фільмах. І саме вони визначають порядок денний для новин та постачають більшу частину національних та міжнародних відомостей на найнижчі рівні медіа, а отже, для широкої громадськості.
Цей тренд щодо збільшення інтеграції засобів масової інформації в ринкову систему був прискорений шляхом послаблення правил, що обмежують концентрацію ЗМІ, що призвело на сьогоднішній день до монополізації медіа-каналів існуючими бізнес конгломератами.
Ще одними важливими відносинами власності є залежність медіа компаній від державних зв'язків. Компаніям і мережам, що займаються радіо-телебаченням, потрібні державні ліцензії та франшизи, а, отже, вони потенційно підлягають державному контролю або переслідуванню. Ця технічно юридична залежність була використана як засіб для контролю діяльності засобів масової інформації, а політика ЗМІ, яка часто не підпадає під орієнтації установи, могла б стати причиною для подальших пригнічень з боку власників. Засоби масової інформації захищають себе від цієї непередбаченості через лобіювання та розвиток політичних взаємозвязків.
Приклад: корпоративна організація, яка володіє засобами масової інформації, ніколи не публікує фінансові звіти, які можуть загрожувати їй.

### Реклама
Зі зростанням реклами, газети, які привертали оголошення, могли дозволити собі продаж копії за ціну значно нижче собівартості продукції. З поширенням цієї моделі починають з'являтися відсторонені від загального потоку ЗМІ, що залежать лише від коштів за продаж. А система, що базується на рекламі, як правило, призводить до припинення їхнього існування. З рекламою вільний ринок перестає бути нейтральною системою, в якій остаточний вибір покупця є вирішуючим, тому що тепер вибір рекламодавців безпосередньо впливає на процвітання медіа та його виживання. Яскравим прикладом є газета Daily Herald, що в останній рік свого існування зі своїми 4,7 мільйонами читачів була вдвічі більше за читацьку аудиторію «The Times», «Financial Times» та «Guardian combined» разом узятих. Більш того, опитування показали, що її читачі «більш високо оцінювали свою газету, ніж звичайні читачі будь-якої іншої популярної газети», і «вони також більше читають саму газету, ніж читачі інших популярних статей, попри те, що вони переважно є робочим класом.» Смерть Daily Herald була якраз-таки великою мірою результатом поступового задушення виробництва через брак рекламної підтримки. Daily Herald, яка нараховувала 8.I% національного щоденного тиражу, отримувала лише 3,5 відсотка чистого прибутку від реклами, що було недостатньо для підтримання видавничих можливостей газети. Таким чином, стейкхолдери зацікавлені в залучені не просто аудиторії, а аудиторії з платіжними можливостями. Саме тому газети з цільовою аудиторією розрахованою на середній та вищий класи були і залишаються популярними серед когорти рекламодавців.
Газети, що мають відкрите ідеологічне спрямування, зазнають політичної дискримінації з боку рекламодавців — багато фірм завжди будуть відмовляти в заступництві ідеологічних ворогів та тих, хто «наносять шкоду» їхнім інтересам. Лише у деяких випадках рекламодавці згодні на ризик — основною групою, якою вони зацікавлені, є культурно та політично консервативні медіа. Загалом вони хочуть уникати програми із серйозною тематикою та тривожними суперечками, які перешкоджають «настрою покупки». Вони шукають медіа, які легко розважатимуть користувача і, таким чином, вписуються в дух основної мети купівлі місця у цих програмах — розповсюдження «повідомлення, що продає».
Приклад: корпоративна організація може загрожувати засобам масової інформації про скасування контракту про рекламу, якщо медіа продовжують публікувати будь-які новини, які завдають шкоди репутації організації.